# 沃倫鎮區 (密蘇里州康登縣)
沃倫鎮區（英語：Warren Township）是位於美國密蘇里州康登縣的一個行政鎮區。

## 地方資料
沃倫鎮區的面積為190.17平方千米，當中陸地面積為187.41平方千米，而水域面積為2.76平方千米。根據2020年美國人口普查的數據，當地共有人口3174人，而人口密度為每平方千米16.69人。